# کاظم‌خانی علیا
کاظم‌خانی علیا، روستایی از توابع بخش گوار شهرستان گیلانغرب در استان کرمانشاه ایران است.

## جمعیت
این روستا در دهستان حیدریه قرار دارد و براساس سرشماری مرکز آمار ایران در سال ۱۳۸۵، جمعیت آن ۳۵۱ نفر (۷۷خانوار) بوده‌است.